# Jefferson Intriago
Jefferson Alfredo „Palula” Intriago Mendoza (ur. 4 czerwca 1996 w Junín) – ekwadorski piłkarz występujący na pozycji defensywnego pomocnika, reprezentant Ekwadoru, od 2022 roku zawodnik meksykańskiego Mazatlán.